# فولفغانغ شومان
فولفغانغ شومان (بالألمانية: Wolfgang Schumann)‏ هو مؤلف وكاتب ألماني، ولد في 22 أغسطس 1887 في درسدن في ألمانيا، وتوفي في 22 أبريل 1964 في فرايتال في ألمانيا.